# Кобляково
Кобляково — село в Братском районе Иркутской области России. Административный центр Кобляковского сельского поселения.

## География
Село находится к западу от реки Вихорева, на расстоянии примерно 32 км к северо-западу от города Братск, административного центра района. Абсолютная высота — 318 м над уровнем моря.

## Население
| 2002 | 2010 | 2011 | 2012 |
| ---- | ---- | ---- | ---- |
| 901  | ↘788 | ↘784 | ↘766 |

### Половой состав
По данным Всероссийской переписи, в 2010 году численность населения села составляла 788 человек (371 мужчина и 417 женщин).

## Улицы
| - ул. 40 лет Победы, - пер. Бурлова, - ул. Гагарина, - пер. Клубный, | - пер. Лесной, - ул. Мира, - ул. Молодёжная, - ул. Наймушина, | - ул. Новая, - ул. Первомайская, - ул. Погодаева, - ул. Полевая, | - пер. Рабочий, - ул. Сазонова, - ул. Советская, - пер. Школьный. |

## Известные уроженцы
- Серышев, Анатолий Анатольевич (род. 1965) — российский государственный деятель.
- Хапочкин, Андрей Алексеевич (род. 1967) — российский государственный деятель.